# روي باروس
روي باروس (بالبرتغالية: Rui Barros‏) (24 نوفمبر 1965 في البرتغال - ) هو مدرب كرة قدم ولاعب كرة قدم برتغالي في مركز الوسط. شارك مع منتخب البرتغال لكرة القدم. أما مع النوادي، فقد لعب مع أولمبيك مارسيليا ونادي بورتو ونادي فارزيم ونادي موناكو ويوفنتوس ونادي كوفيليا.

## مسيرته الكروية
لعب روي باروس خلال مسيرته الاحترافية مع 6 أندية في ستة عشر موسمًا وسجل خلالها 82 هدفًا ضمن 381 مباراة. حيث فاز في خمسة مواسم بالكأس وفي ستة مواسم بالدوري.
خاض روي باروس مسيرته مع نادي كوفيليا في موسم 1984–85 لمدة موسم واحد، مشاركًا في 25 مباراة سجل خلالها 5 أهداف. ثم انتقل إلى نادي فارزيم في موسم 1985–86 ولمدة موسمين، حيث شارك في 30 مباراة سجل خلالها 8 أهداف. لينتقل بعدها إلى نادي بورتو في موسم 1987–88 في المرة الأولى لمدة موسم واحد ثم في موسم 1994–95 ليلعب معه ستة مواسم، مشاركًا طوالها في 168 مباراة سجل خلالها 37 هدفًا. ثم انتقل إلى نادي يوفنتوس في موسم 1988–89 ولمدة موسمين، مشاركًا في 60 مباراة سجل خلالها 14 هدفًا. هذا وانتقل لاحقًا إلى نادي موناكو في موسم 1990–91 واستمر معه طيلة ثلاثة مواسم، مشاركًا في 81 مباراة سجل خلالها 14 هدفًا أيضًا. ثم انتقل بعدها إلى نادي أولمبيك مارسيليا في موسم 1993–94 لمدة موسم واحد، مشاركًا في 17 مباراة سجل خلالها 4 أهداف.

## وصلات خارجية
- روي باروس على موقع الاتحاد الدولي (مؤرشف)  (الإنجليزية)
- روي باروس على موقع الاتحاد الأوربي (الإنجليزية)
- روي باروس على موقع قاعدة بيانات كرة القدم.إي يو (الإنجليزية)
- روي باروس على موقع ناشيونال فوتبول تيمز (الإنجليزية)
- روي باروس على موقع عالم كرة القدم.نت (الإنجليزية)